# Dioscorea cayenensis
Dioscorea cayenensis, comunemente nota come igname giallo, è una specie di igname del genere Dioscorea ed è una coltura domestica ampiamente consumata nell'Africa occidentale. Dioscorea rotundata, comunemente nota come igname bianco, ne è considerata una sottospecie.

## Descrizione

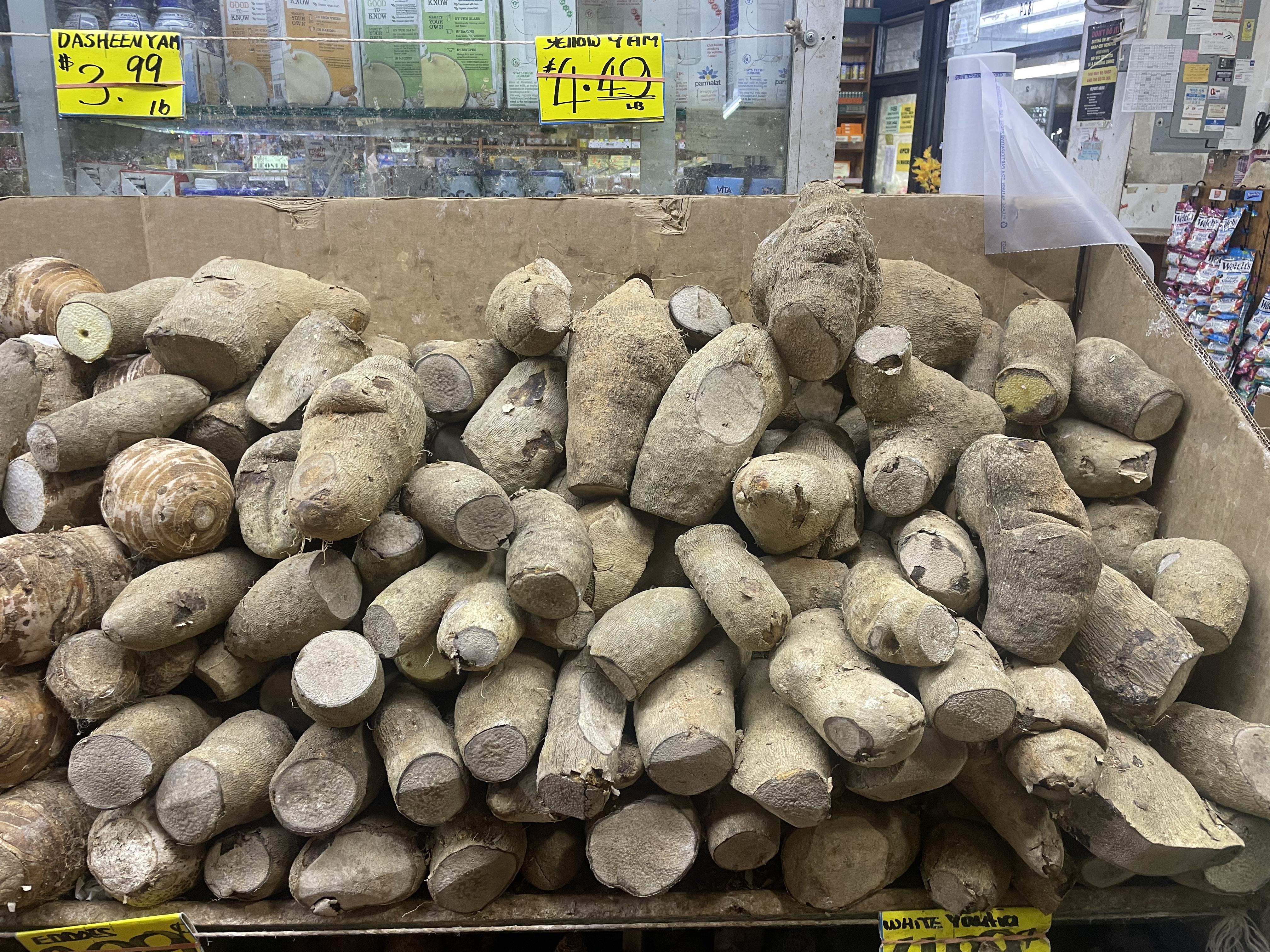
Tuberi di igname giallo in vendita

Dioscorea cayenensis è una pianta rampicante perenne, che produce steli annuali alti 10-12 metri da una radice tuberosa che strisciano sul terreno o si avviluppano alla vegetazione circostante. Le radici hanno una buccia esterna ruvida e una polpa giallo pallido e pesano fino a 3 kg. Sebbene occasionalmente sia monoica, la pianta è solitamente dioica, pertanto se si desidera produrre semi è necessario coltivare sia la forma maschile che quella femminile. La radice è un alimento base ampiamente consumato in gran parte dell'Africa. La pianta si è sviluppata da varie specie selvatiche nell'Africa occidentale ed è ora comunemente coltivata nelle aree tropicali dell'Africa ma la sua coltivazione si è diffusa anche nei Caraibi, in Brasile, nelle Filippine, in Papua Nuova Guinea.

## Coltivazione
Dioscorea cayenensis è una pianta delle zone tropicali umide e di pianura. Cresce meglio in aree in cui le temperature diurne annuali sono comprese tra 20 e 32 °C, ma può tollerare temperature comprese tra 12-40 °C. Preferisce una piovosità media annuale compresa tra 1.200 e 1.900 mm, ma tollera 900-3.000 mm. L'igname giallo prospera in pieno sole e in ombra moderata. Per ottenere i migliori raccolti, questa specie richiede un terreno sabbioso profondo, ben drenato e non soggetto a ristagni d'acqua. Ha successo in terreni sabbiosi relativamente leggeri, anche se il terreno deve essere molto fertile altrimenti le rese possono essere basse. Durate del giorno superiori a 12 ore sono preferite durante la prima stagione di crescita poiché ciò incoraggia la crescita vegetativa; una durata del giorno inferiore a 12 ore verso la fine della stagione di crescita favorirà la formazione e lo sviluppo dei tuberi. Dioscorea cayenensis richiede una stagione di crescita più lunga rispetto ad altri ignami e le radici mature si formano in 9-12 mesi dalla semina. Il tubero ha un periodo conservazione breve ed è meglio conservarlo, se necessario, nella terra. I tuberi si formano vicino alla superficie del terreno e possono essere rimossi con attenzione dalla pianta in crescita senza disturbarla, consentendo alla pianta di continuare a produrre fino a tre anni.

## Usi
I tuberi sono commestibili ma appena tagliati possono causare irritazioni cutanee a causa della presenza di rafidi, che vengono distrutti quando i tuberi vengono cotti.
I tuberi sono cucinati in vari modi e mangiati come verdura. Hanno un sapore gradevole con una polpa secca e farinosa. I tuberi possono anche essere essiccati e macinati per produrre una farina da conservare - questa farina viene poi mescolata con acqua bollente e impastata per formare una pasta.